# القمة الخليجية 2015 (الرياض)
قمة مجلس التعاون الخليجي 2015 أو القمة الخليجية 36 عقدت في يوم الأربعاء 9 ديسمبر 2015 في مدينة الرياض،  بالمملكة العربية السعودية برئاسة خادم الحرمين الشريفين الملك سلمان بن عبد العزيز آل سعود ملك المملكة العربية السعودية، وتأتي القمة في مرحلة توصف بانها الأكثر دقة للمنطقة بالتزامن مع صراعات في اليمن وسوريا وانخفاض سعر النفط.

## المشاركون

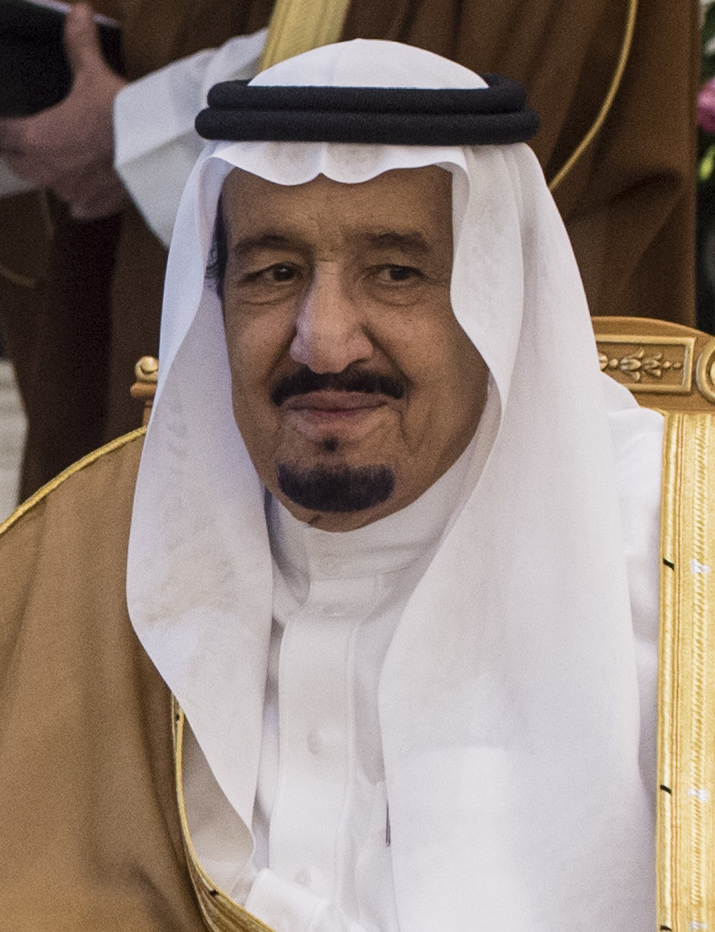
المملكة العربية السعودية خادم الحرمين الشريفين الملك سلمان بن عبد العزيز آل سعود ملك المملكة العربية السعودية (رئيس القمة)
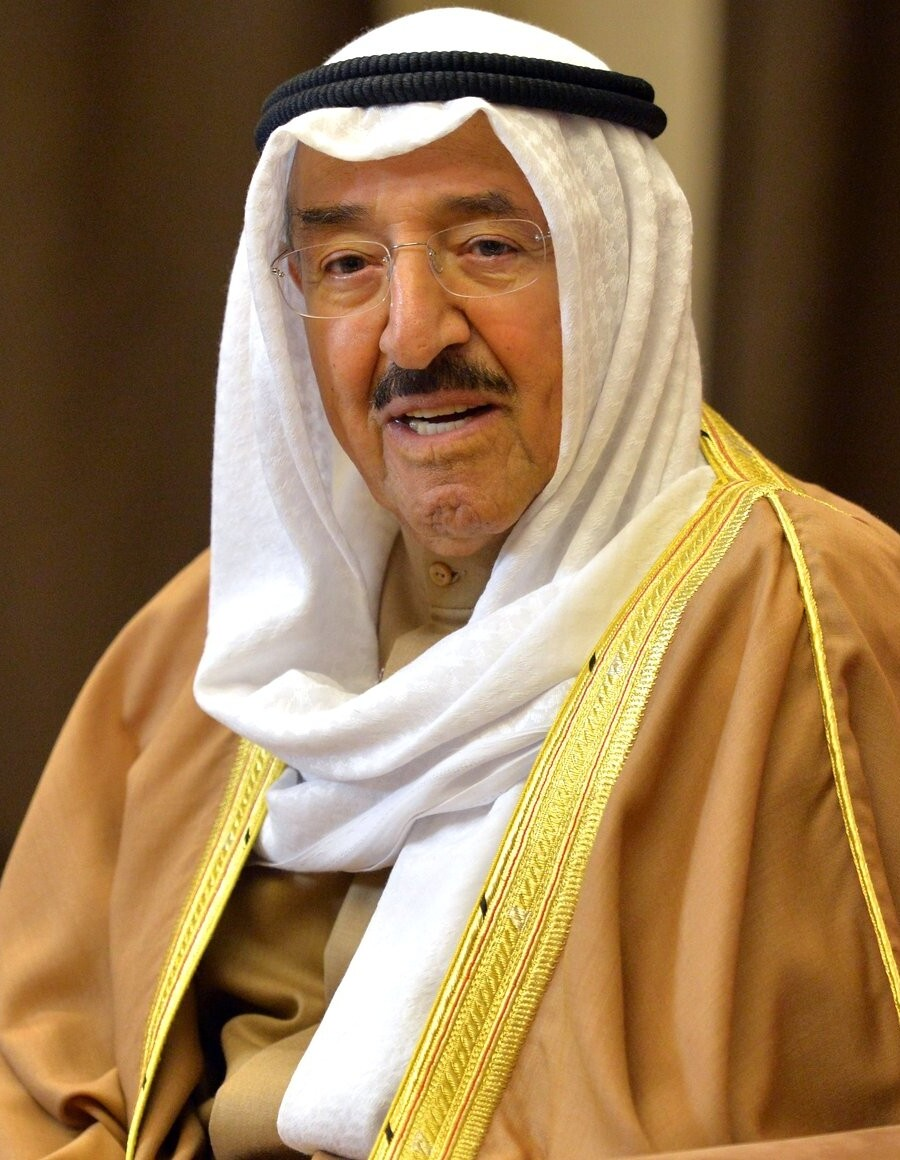
دولة الكويت صاحب السمو الشيخ صباح الأحمد الجابر الصباح أمير دولة الكويت
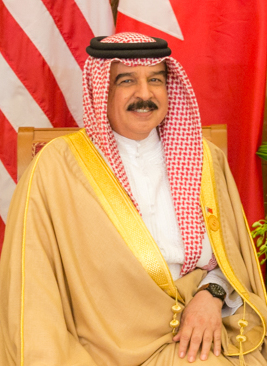
مملكة البحرين صاحب الجلالة الملك حمد بن عيسى آل خليفة ملك مملكة البحرين
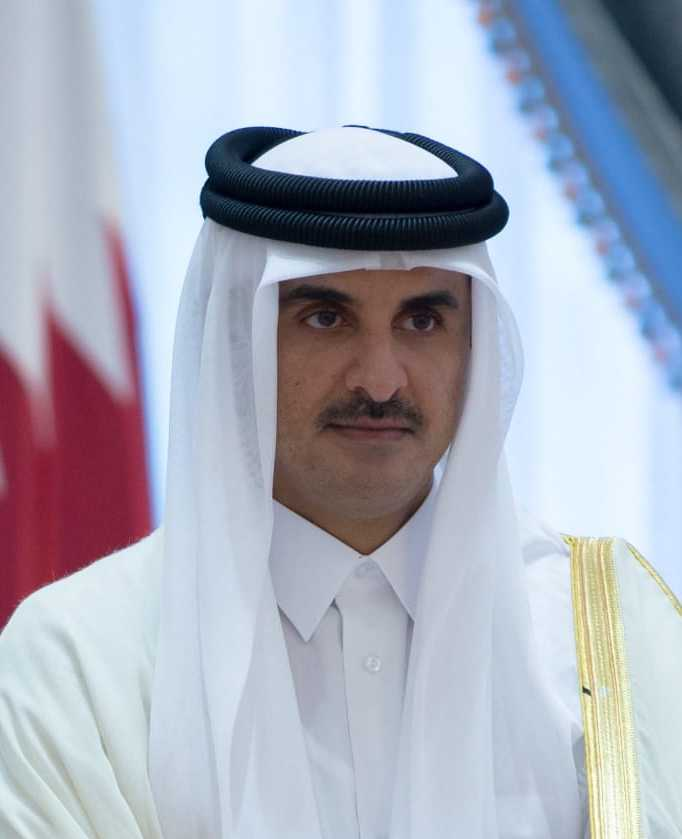
دولة قطر صاحب السمو الشيخ تميم بن حمد آل ثاني أمير دولة قطر
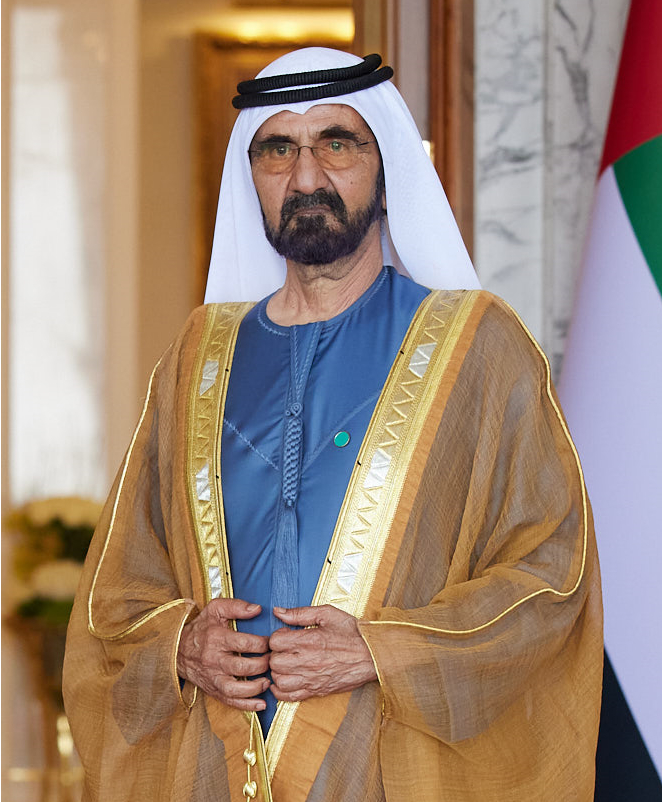
دولة الإمارات العربية المتحدة صاحب السمو الشيخ محمد بن راشد آل مكتوم نائب رئيس الدولة رئيس مجلس الوزراء حاكم دبي
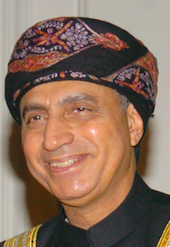
سلطنة عمان صاحب السمو السيد فهد بن محمود آل سعيد نائب رئيس الوزراء لشؤون مجلس الوزراء
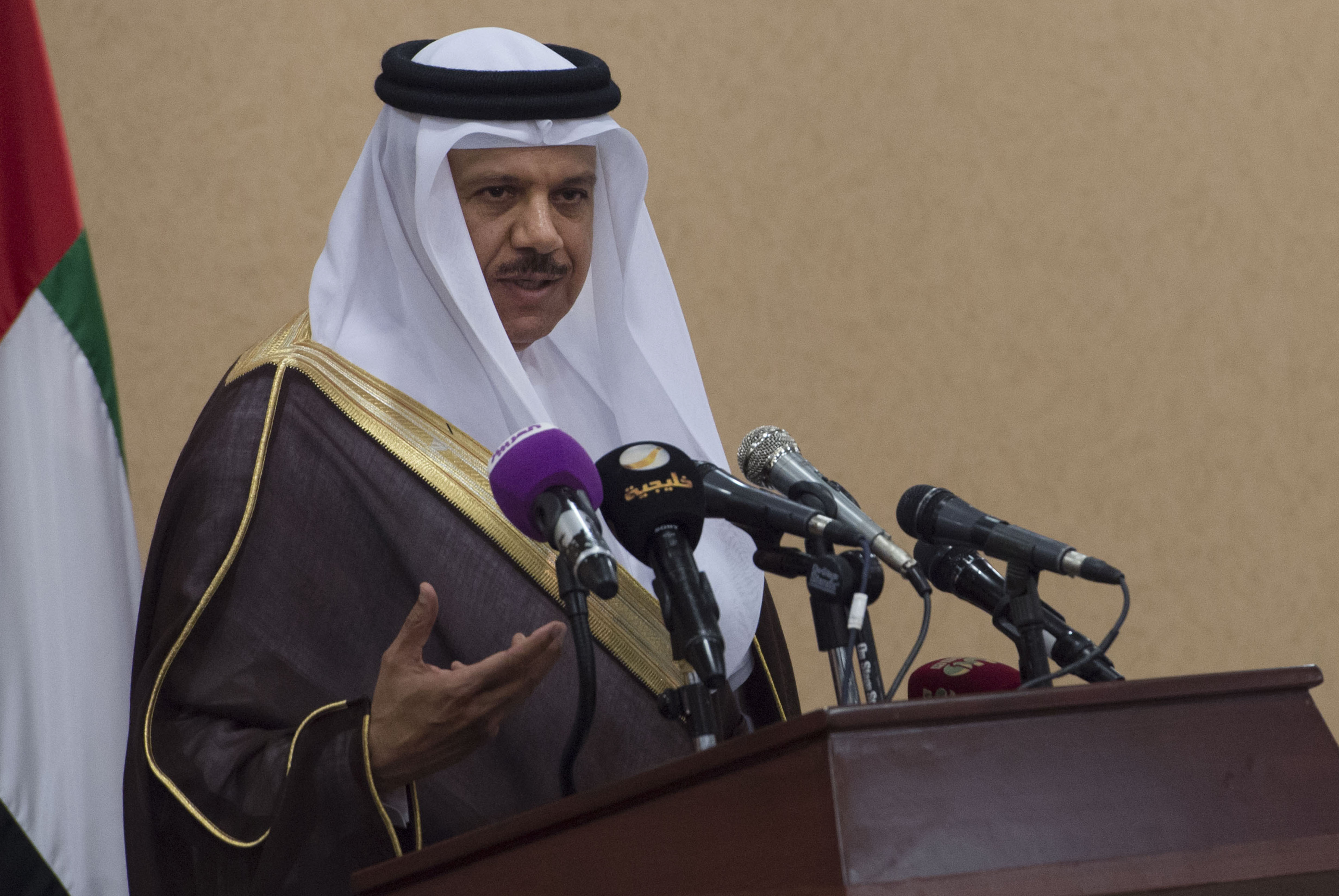
الأمانة العامة لمجلس التعاون الخليجي معالي الدكتور عبداللطيف بن راشد الزياني أمين عام مجلس التعاون لدول الخليج العربية

## وصلات خارجية
- البيان الختامي للدورة السادسة والثلاثين
- إعلان الرياض